# 戴庫斯堡 (肯塔基州)
戴庫斯堡（英語：Dycusburg）是位於美國肯塔基州克里坦登縣的一個非建制地區。

## 地理
戴庫斯堡所處的海拔為高於海平面114米（即374英呎），而該地所採用的時區為UTC-6，即北美中部時區（CST）。同時該地設有夏令時間，為UTC-6調快一小時，即UTC-5（CDT）。